# 联合太平洋铁路4014号机车
联合太平洋铁路4014号机车是一台巨人號蒸汽机车，也是目前世界上最大的现役蒸汽机车。该机车由位于纽约州斯克内克塔迪的美国机车公司（ALCO）为联合太平洋铁路制造，1941年11月下线，自那时起便和其它24台同型蒸汽机车共同担当翻越瓦萨奇山脉的货列的牵引任务，直至1959年。1961年，机车退役，并被联合太平洋铁路赠予铁路和机车历史协会。此后，机车于加州波莫纳的铁路巨兽博物馆展出。2013年，联合太平洋铁路重新购得该机车，并在位于怀俄明州夏延的一处蒸汽机车整备设施内对其展开修复。时值第一条横贯大陆铁路落成150周年之际，2019年5月1日，机车在停用59年后再度自轮运行。目前该机车担当旅游专列的牵引任务。

## 设计
为解决挑战者型机车存在的问题，联合太平洋铁路和ALCO在其基础上共同研发了巨人號机车 。与既有挑战者型机车相比，该型机车火箱尺寸更大（235乘96英寸（5.97乘2.44）），锅炉更长，轮径由69英寸（1,800）减小至68英寸（1,700），并增加了四对动轴。
巨人號机车采用了与马莱特型机车类似的铰接式设计，但并未如后者那般使用复式引擎。该型机车在80 mph（130 km/h）下仍可平稳运行（实际运用中货列的限速远远低于这一数值），因此相比既有机车安全性和可靠性均有大幅提高。机车的最大牵引功率点约为35 mph（56 km/h），而最大牵引力点约为10 mph（16 km/h）。

## 历史

### 运用与退役

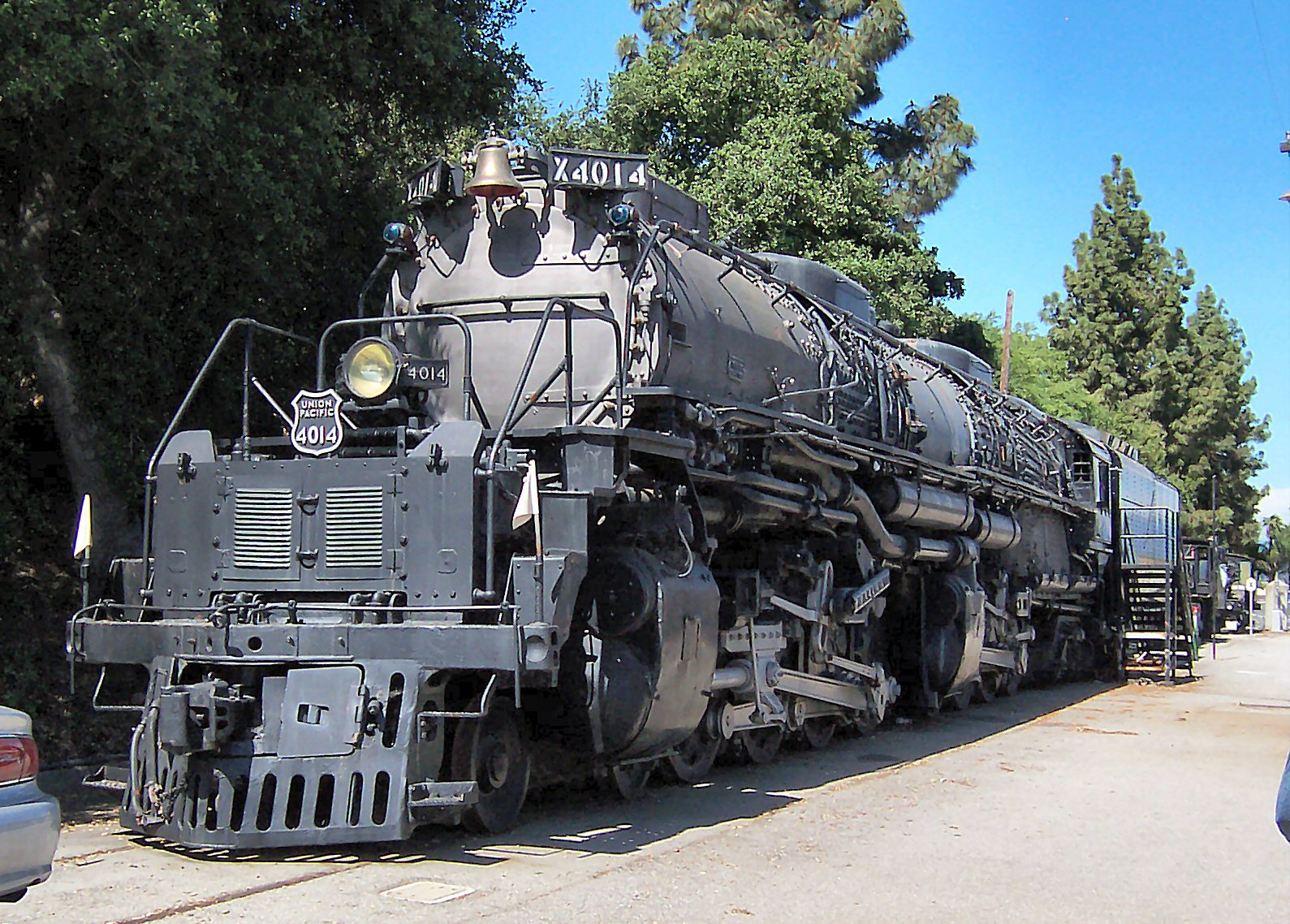
在波莫纳铁路巨兽博物馆内展出的4014号机车，摄于2005年。

4014号机车是首批量产的巨人號机车之一。1941年11月，本机车从ALCO的生产工厂下线，并于同年12月起开始担当翻越瓦萨奇山脉的货列的牵引任务。机车在瓦萨奇山脉越岭段的牵引定数为3,600吨，并时常超轴牵引4,200吨列车。1956年，机车进行了退役前的最后一次检修。
1959年7月21日，4014号机车走完了它的最后一程。20年的时光里，它的走行里程长达1,031,205英里（1,659,564）。1961年12月7日，4014号机车从联合太平洋铁路除役；翌年，所有巨人號机车均被除籍，取而代之的是内燃机车和燃气轮机车。联合太平洋铁路将本机车赠予铁路和机车历史协会，后者将这台机车安置在加州波莫纳的铁路巨兽博物馆。随着其它巨人號机车的报废，本机车也成为了仅存的八台的该型机车之一。

### 重新购入

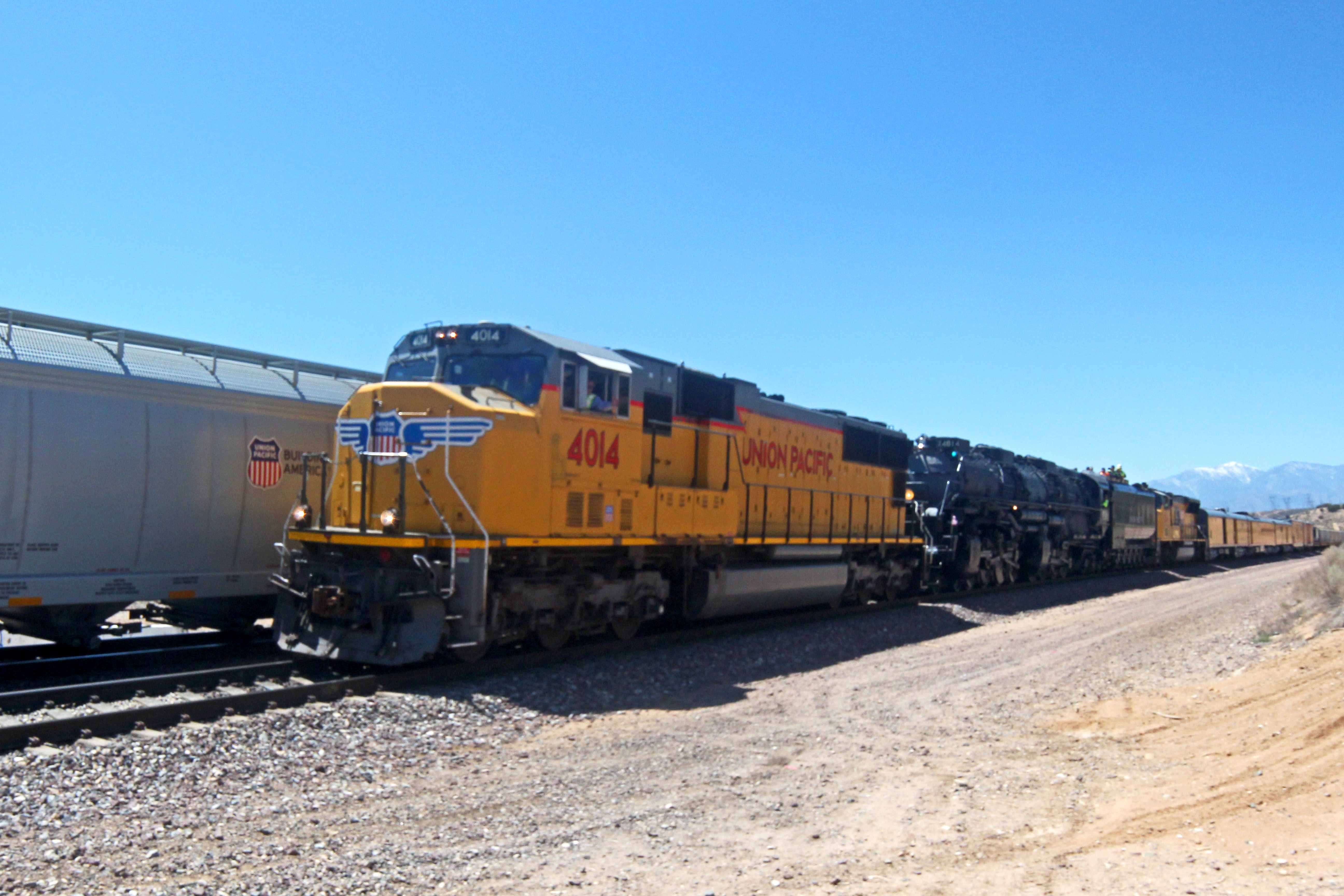
本机车由附掛由編號4014號SD70Ms型机车牵引的货列回送夏延。
該編號已於蒸汽機車修護後讓出。
摄于加州卡洪山口。

2012年，联合太平洋铁路宣布了重新购入一台巨人號机车的计划。公司计划将购入的机车恢复至可以运行的状态，并用它牵引旅游专列。

2013年7月23日，铁路和机车历史协会南加州分部同意将本机车转让给联合太平洋铁路。

2013年下半年，机车从洛杉矶县起程，出发前往位于夏延的蒸汽机车整备设施：当年11月，机车在装载机與橫越整個停車場、近乎一英里的臨時軌道协助下，转移至展馆附近的存车场。

2014年1月26日，机车經由臨時切換軌道的方式从一条运行南加州城铁列车的线路，进入联合太平洋公司的铁路网。

之后，本机车被1996号机车回送至位于加州布卢明顿的西科尔顿编组站。公司在编组站内开辟了一片对公众开放的展示专区，以展示这台机车。

4月28日，展览结束；机车再度起程，并于5月8日抵达夏延机车整备设施的圆形机车库。机车在机库内闲置了两年——此间，联合太平洋公司将844号机车送回夏延。

### 修复

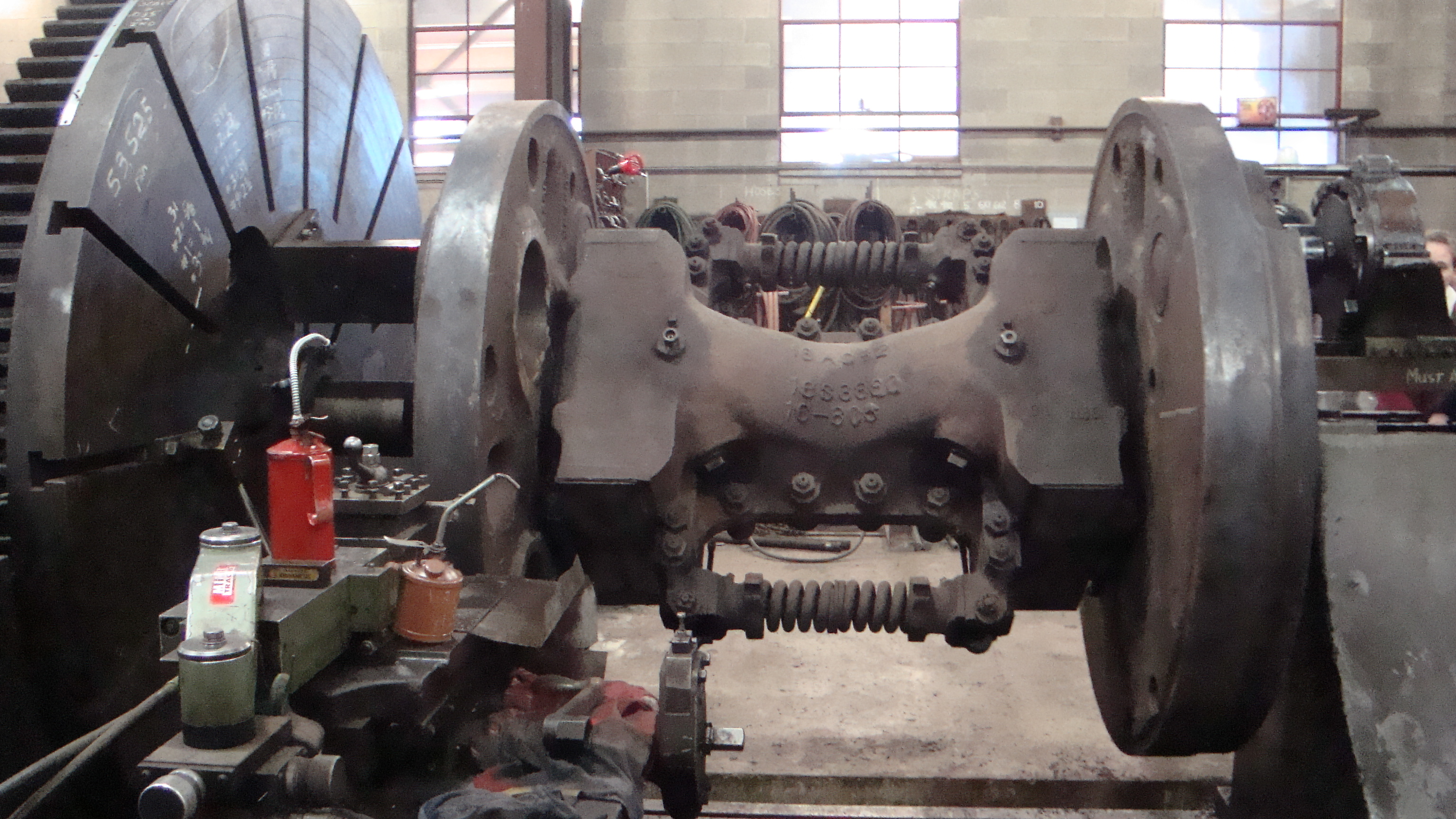
斯特拉斯堡铁路对4014号机车的动轮进行修复，摄于2017年。

2016年7月下旬，联合太平洋铁路宣布修复工程开工。修复工程在公司遗产车队队长爱德华·狄更斯的指导下进行。在修复中，联合太平洋铁路的职工将机车拆解，并对所有部件进行了清洗、检查和修复；机车的动轮被送往位于宾夕法尼亚州斯特拉斯堡的斯特拉斯堡铁路进行检修；为将机车改造为燃油蒸汽机车，原有的燃煤炉栅被火盘和燃油器替代。2018年3月，机车被重新组装；2019年1月，修复工程接近尾声。

### 再度运用
2019年4月9日，4014号机车顺利地完成了点火试验；次日，联合太平洋公司将4014号内燃机车重新编为4479号，令4014这个编号能够再度被本机车使用。2019年5月1日夜间，机车出库；翌日，机车在夏延-纳恩区间开展了运行试验。4014号机车也一举超越了3985号机车，成为了目前世界上最大的现役蒸汽机车。
为庆祝第一条横贯大陆铁路通车150周年，5月4日，该机车与844号机车重联牵引旅游专列从夏延出发前往奥格登；5月9日，列车到达奥格登联合车站，当地数千人参加了欢迎仪式。短暂停留数日后，列车于5月12日返程，并于19日回到夏延。

## 事故
2019年5月16日，在通过罗林斯货场时，4014号机车的第二、第三动轴脱线；3小时后列车恢复运行。